# Schlieben
Schlieben (em baixo sorábio: Sliwin) é um município da Alemanha, situado no distrito de Elbe-Elster, no estado de Brandemburgo. Tem 78,22 km² de área, e sua população em 2019 foi estimada em 2.424 habitantes.